# Јосиф Ватопедски
Јосиф Ватопедски (грч. Ιωσηφ ο Βατοπαιδινος Округ Пафос, Кипар, 1. јул 1921. – Ватопед, 1. јул 2009.) монах и старац. Био је један од првих ученика светог Јосифа Исихасте на Светој Гори. Јосиф је био познат и као духовник Јефрема Ватопедског, садашњег игумана Ватопедског манастира.

## Биографија
Рођен је 1. јула 1921. у дворишту манастира светих ненајамника у Гиолуу, округ Пафос, на Кипру. Његову породицу чинили су сељаци кипарских Грка, а мајка му се звала Евгенија. Добио је рођено име Сократ и одрастао је у Друсији, округ Пафос, на Кипру, где је живео до своје 15. године. Године 1937. постао је искушеник у манастиру Ставровуни и тамо је пострижен, где је добио монашко име Софроније. Ту је живео под духовним руководством старца Кипријана до 1946. године.
Године 1946, са 25 година, монах Софроније се преселио у скит Мале Свете Ане на Светој Гори да се придружи старцу Јосифу Исихасти као подвижник у његовом братству. као резултат тога, понекад је познат и као Јосиф Млађи да би се разликовао од његовог духовног оца, старца Јосифа Исихасте. Године 1951. преселио се заједно са братством Јосифа Исихаста у Нови скит ближе обали, због година њиховог духовног оца.
Био је ученик Јосифа Исихасте 13 година, заједно са другим ученицима као што је отац Теофилакт, све до смрти Јосифа Исихасте у Новом скиту 1959. Затим је саградио своју дрвену колибу у Новом скиту. У Новом скиту се уселио у келију Благовештења Пресвете Богородице 1967. Затим је наставио да борави у Новом скиту до 1975. године, када га је патријарх цариградски Димитрије  позвао да постане духовник манастира. Кулумусу, где је остао до 1977. По савету Пајсија са Свете Горе, потом се преселио у манастир Часног крста у Минтису на Кипру 1977. и рукоположен је за његовог игумана 25. марта 1978. Тамо је Атанасије из Лимаса, сада митрополит, и Јефрем Ватопедски, сада игуман, постао је један од ученика у његовом братству. Јосиф се потом вратио на Свету Гору 26. октобра 1981. и боравио у Симоноперитској келији Благовести Богородице у Капсали. 23. априла 1982. вратио се у манастир Кутлумусиоу. У августу 1983. поново се преселио у келију Благовештења Пресвете Богородице у Новом скиту, где се више ученика придружило његовом братству.
Дана 23. априла 1987. године преселио се у манастир Ватопед, а цело његово братство је такође пресељено у Ватопед из Новог скита октобра 1989. године. У Ватопеду је остао до краја живота. Један од његових ученика, Јефрем Ватопедски, постао је духовни старешина манастира Ватопед.
Његова сахрана је обављена 1. јула 2009. године у манастиру Ватопед. Његови остаци су постхумно ексхумирани 8. октобра 2021. године.